# نادي قلعة صالح
نادي قلعة صالح الرياضي هو نادي كرة قدم عراقي، يقع مقره في قضاء قلعة صالح، في ميسان، تأسس في عام 1968، يلعب في الدوري العراقي الدرجة الثانية.

## العاب النادي
- كرة القدم
- كرة القدم للصالات
- كرة الطائرة
- الدراجات
- ساحة وميدان
- المنضدة
- بناء الأجسام